# Ачуга
Ачуга — река в России, протекает по Парабельскому району Томской области. Левый приток среднего течения Чижапки.
Длина реки составляет 28 км.
Ачуга начинается на высоте 115 м над уровнем моря. Течёт по заболоченной лесной местности, преимущественно на восток. Устье Ачуги находится в 254 км по левому берегу от устья реки Чижапка, на высоте 65 м над уровнем моря в урочище Моисеевка.

## Данные водного реестра
По данным государственного водного реестра России относится к Верхнеобскому бассейновому округу, водохозяйственный участок реки — Васюган, речной подбассейн реки — Васюган. Речной бассейн реки — (Верхняя) Обь до впадения Иртыша.
Код водного объекта в государственном водном реестре — 13010800112115200032496.